# Сапна
Сапна је село и сједиште истоимене општине у Федерацији Босне и Херцеговине, БиХ. Према прелиминарним подацима пописа становништва 2013. године, у Сапни је пописано 2.073 лица.

## Историја
Сапна је 1927. године било чисто муслиманско село.

## Становништво
|             | 2013.          | 1991.           | 1981.           | 1971.           |
| Укупно      | 2 027 (100,0%) | 1 807 (100,0%)  | 1 660 (100,0%)  | 1 070 (100,0%)  |
| Бошњаци     | 2 023 (99,80%) | 1 722 (95,30%)1 | 1 652 (99,52%)1 | 1 025 (95,79%)1 |
| Неизјашњени | 3 (0,148%)     | –               | –               | –               |
| Непознато   | 1 (0,049%)     | –               | –               | –               |
| Срби        | –              | 46 (2,546%)     | 2 (0,120%)      | 33 (3,084%)     |
| Остали      | –              | 19 (1,051%)     | 1 (0,060%)      | 5 (0,467%)      |
| Југословени | –              | 14 (0,775%)     | 2 (0,120%)      | 3 (0,280%)      |
| Хрвати      | –              | 6 (0,332%)      | –               | –               |
| Црногорци   | –              | –               | 2 (0,120%)      | 2 (0,187%)      |
| Словенци    | –              | –               | 1 (0,060%)      | –               |
| Албанци     | –              | –               | –               | 2 (0,187%)      |

1. 1 На пописима од 1971. до 1991. Бошњаци су пописивани углавном као Муслимани.